# Облава (фильм, 2012)
«Облава» (пол. Obława) — польский художественный фильм 2012 года, военная драма.

## Сюжет
Идёт Вторая мировая война. Небольшой отряд польских партизан Армии Крайовой готовится к приходу зимы в условиях рано наступившей осени 1943 года. Они совершают вылазки и убивают коллаборационистов и солдат противника, но выживать всё труднее: запасы еды на исходе, у них мало оружия, по ночам уже становится всё холодней, и, по достоверной информации, скоро против них грядёт карательная операция.
Повар сушит грибы, в том числе и ядовитые, говоря, что зимой будут съедены и они. Единственная женщина в отряде — медсестра Пестка (Вероника Розати). Она лечит подручными средствами заболевших, а молодым бойцам, страдающим от отсутствия женщин, выдаёт таблетки брома.
Главный герой фильма, капрал Выдра (Марчин Дорочиньский), служит первым помощником командира — поручика Мака (Анджей Зелиньский). Капрал влюблён в Пестку. Выдра получает очередное задание — устранить начальника городской мельницы Генриха Кондолевича (Мацей Штур), накануне выдавшего немцам членов антифашистского подполья. Все они казнены. Капрал узнаёт на фотографии с коллаборационистом, полученной для ориентировки, своего школьного друга.
Капрал Выдра находит Генриха. Тот рад встрече и приглашает его к себе домой. После гостеприимного сытного ужина, Выдра объявляет о цели своего визита и уводит Кондолевича в лес.
На партизанской базе главный герой обнаруживает сваленные в кучу трупы товарищей и дымящиеся землянки. Тела медсестры среди них нет, по-видимому, она взята в плен. Кондолевич пытается убежать со связанными руками, но скатывается со склона оврага и разбивается насмерть о дерево.
Капрал начинает собирать необходимые вещи. В этот момент его застаёт один из карателей. Он хочет взять Выдру живым, но тот убивает немца. В главном герое, окаменевшем от горя после всего только что увиденного, что-то непоправимо изменилось. Он ставит вариться похлёбку, бросив туда отрубленную им голову немецкого солдата и части его тела.
Капрал Выдра настигает группу немецких десантников. С ними и медсестра Пестка, но она почему-то не связана. Капрал в коротком бою убивает почти всех вражеских солдат. В ходе нападения к нему присоединяется ещё один из выживших партизан. Капрал Выдра берёт двух немцев в плен и заставляет их есть жуткое варево из убитого товарища. Выживший партизан Ванек рассказывает историю своего спасения. Оказывается, что он, постоянно страдая от похоти, наменял с запасом таблеток брома. Накануне он их перепил и проспал ужин, и тем самым спас себе жизнь. Потому что Пестка, выполнявшая также обязанности поварихи, накануне сварила суп из свежих мухоморов и всех отравила, а до этого выдала местонахождение лагеря немцам и ждала антипартизанской акции. Как становится понятно в дальнейшем, она пошла на это предательство из-за того, что её родные были взяты в заложники.
Ванек спрашивает, можно ли ему уже убить немцев, но Выдра говорит, что в его супе было полно ядовитых грибов и немцев теперь ждёт гарантированная мучительная смерть. Полусумасшедший от всего пережитого, Ванек приходит в восторг, называет его «самым лучшим командиром», и уходит, конвоируя обречённых немцев.
Капрал рассказывает Пестке притчу о том, как однажды в отсутствие Мужчины, к его Женщине и Ребёнку пришёл Звёрь. Зверь убил её и сына, а жилище поджёг. Мужчина, пришедший слишком поздно, бросался в огонь, пока не обессилел, а потом лёг и впал в сон. Зверь обнюхал спящего Мужчину и ушёл. «Мы не Звери, — говорит главный герой, — мы не убиваем женщин и детей». Он оставляет Пестку невредимой и уходит.
Капрал Выдра возвращается в лагерь и начинает закапывать тела погибших товарищей.

## В ролях
| Актёр               | Роль              |
| ------------------- | ----------------- |
| Марчин Дорочиньский | капрал Выдра      |
| Мацей Штур          | Генрих Кондолевич |
| Вероника Розати     | медсестра Пестка  |
| Соня Бохосевич      | Анна Кондолевич   |
| Витольд Дембицкий   | отец Анны         |
| Алиция Беницевич    | мать Анны         |
| Анджей Зелиньский   | поручик Мак       |
| Бартош Жуковски     | Ванек             |
| Алан Андерс         | Рудзиелич         |
| Анджей Мастарлец    | повар             |

## Награды
Фильм выиграл «серебряного льва» Гдыньского кинофестиваля 2012 года и несколько актёрских премий «Орлы» 2013 года.